# Sundiver
Sundiver ist das fünfte Studioalbum der englischen Rockband Boston Manor. Es erschien am 6. September 2024 über SharpTone Records.

## Entstehung
Sundiver ist der zweite Teil eines laut des Sängers Henry Cox „größeren Projektes“. Der erste Teil, das im Oktober 2022 veröffentlichte Album Datura, wäre ein kurzes, dunkles und elektronisches Album, dessen Handlung in der Nacht stattfindet. Sundiver hingegen wäre ein ausladendes Rockalbum, welches den folgenden Tag dokumentiert. Beide Teile wurden bewusst getrennt voneinander geschrieben. Die Band wollte keine Lieder schreiben, die für zwei Jahre an die Seite gelegt werden und dann „emotional veraltet“ sind. Dennoch sind beide Alben miteinander verknüpft. So enthält Sundiver einige Referenzen an Datura und umgekehrt. Das Sample am Ende des Liedes Inertia, dem letzten Lied auf Datura, ist auch am Anfang von Datura (Dusk), dem ersten Lied von Sundiver zu hören.
Am schwierigsten zu schreiben war das Lied Container, von dem es laut Sänger Henry Cox 46 verschiedene Versionen geben würde. Eine Version würde sich nach dem Lied Bonkers von Dizzee Rascal anhören. Cox bezeichnete diese Version als „schrecklich“. Aufgenommen wurde das Album in Welwyn Garden City in Hertfordshire über zwei Sommer. Wie Datura wurde auch Sundiver von Larry Hibbitt produziert. Als Gastsängerin ist bei dem Lied DC Mini Debbie Gough von der Band Heriot zu hören. Zeitweise war auch Bryan Garris von der Band Knocked Loose als Gastsänger im Gespräch.
Musikvideos wurden für die Lieder Container, Sliding Doors und Horses in a Dream veröffentlicht.

## Hintergrund
Laut dem Sänger Henry Cox repräsentiert der Titel Sundiver eine Reise in eine „glückselige, glühende Welt, die erschaffen wird“ und als „Sprung in das Tageslich“. Über die Botschaft des Albums erklärte Cox:

„Wir alle haben die Kraft, uns selbst und die Welt um uns herum zu ändern. Selbst kleine, positive Veränderungen können einen großen Unterschied machen.“

Container beschäftigt sich mit dem Gedanken einer zweiten Chance. Der Protagonist gerät in Panik, da er weiß, dass er seine Welt ändern muss, bevor es zu spät ist und er verschluckt wird. In Sliding Doors reflektiert Henry Cox seine Entscheidungen, die ihn zu dem Leben führten, das er jetzt führt. Dabei dachte er an die Zeit zurück, als die Band zu existieren begann. Cox war mit einem Bus unterwegs, der in der Nähe der Wohnung des Gitarristen Mike Cunniff einen Unfall hatte. Wäre der Unfall nie passiert, wäre die Band wahrscheinlich nie gegründet worden.
Heat Me Up ist laut Sänger Henry Cox ein Liebeslied über Dankbarkeit und Demut. Es geht darum, die Menschen in deinem Umfeld zu schätzen und dankbar dafür zu sein, das sie da sind. In Why I Sleep geht es darum, wie eine Person realisiert, dass der Weg zum Erfolg oder zum glücklich sein kein einfacher Weg sein wird.

## Rezeption

### Rezensionen
Nicole Drilling vom deutschen Magazin Visions schrieb, dass die Band „wohl endgültig ihre musikalische Spielwiese gefunden hat“. Das Ergebnis klingt „wie die bestmögliche Mischung aus den frühen Citizen-Alben und den Deftones“, und die Band „entwickelt sich mehr und mehr zu den spannendsten Vertretern ihres neu gefundenen Genres“. Drilling vergab zehn von zwölf Punkten. Steve Beebee vom britischen Magazin Kerrang schrieb, dass Boston Manor noch nie so geschlossen, so einzigartig und so hartnäckig charaktervoll wie auf Sundiver geklungen. Beebee bewertete das Album mit vier von fünf Punkten.
Das britische Magazin Kerrang führte Sundiver auf Platz 33 ihrer Liste der 50 besten Alben des Jahres 2024.

### Chartplatzierungen
| ChartsChartplatzierungen     | Höchstplatzierung | Wochen |
| ---------------------------- | ----------------- | ------ |
| Vereinigtes Königreich (OCC) | 97 (1 Wo.)        | 1      |